# Pudding
 (mars 2024).
Pour l’article homonyme, voir Pudding (rivière).
Le mot pudding, aussi orthographié pouding, désigne souvent un dessert, mais peut également être un mets salé. 
Le mot pudding vient probablement du mot français « boudin », lui-même provenant du mot latin botellus, signifiant « petite saucisse », en référence aux viandes emballées utilisées dans les puddings européens médiévaux. Dans la cuisine britannique, le terme pudding est également un terme générique pour désigner n'importe quel dessert, notamment les flans, riz au lait et crèmes. 

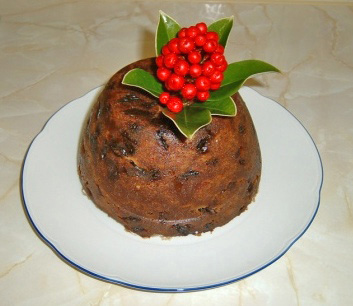
Christmas pudding.

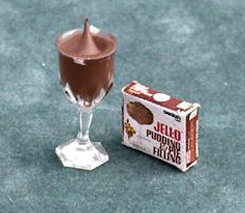
Pudding au chocolat.

## Description
Le pudding est une masse compacte constituée en mélangeant divers ingrédients à un produit céréalier ou à un liant (farine, céréale, sang, œufs, graisse de rognon). Les puddings sont cuits au four, par ébullition ou au bain-marie. Le pudding est toujours consommé couramment dans divers endroits et est servi comme plat principal ou comme dessert. La majorité des puddings ressemblent à des gâteaux, en plus humides, et servis en morceaux plutôt qu'en tranches. Le pudding sucré est souvent accompagné de crème glacée ou de crème anglaise. Le pudding bouilli était couramment servi en plat principal à bord des navires de la Royal Navy aux XVIIIe et XIXe siècles. Le pudding était employé comme plat principal dans lequel des rations quotidiennes de farine et de graisse de rognon étaient servies. 

### Puddings à la graisse de rognon
Ce type de pudding s'apparente à des pâtés en croûte cuits à la vapeur, se composant d'une garniture complètement enrobée de pâte à la graisse de rognon. Ceux-ci peuvent être sucrés ou salés. Dans cette catégorie, on trouve notamment des plats tels que le steak and kidney pudding (pudding de bifteck et de rognons).

## Origine
L'invention du pudding tel que nous le connaissons remonte au Moyen Âge au XIVe siècle. À l'origine, le terme désigne un mélange d'ingrédients cuit dans les entrailles d'un animal comme le mouton ou le porc.

## Exemples de puddings salés
- Black pudding (à base de boudin noir)
- Haggis (à base de farce de mouton)
- Kugel (spécialité polonaise)
- red pudding (à base de porc)
- White pudding (à base de boudin blanc)
- groaty pudding (à base de gruau)
- hog's pudding (pudding à base de porc en forme de saucisse)
- Yorkshire pudding

## Exemples de puddings sucrés
- Christmas pudding / plum pudding[4]
- Diplomate
- Pudding au chocolat
- Pudding au pain
- Pudding au riz
- Sticky toffee pudding (en)[5]
- Pouding chômeur[6]

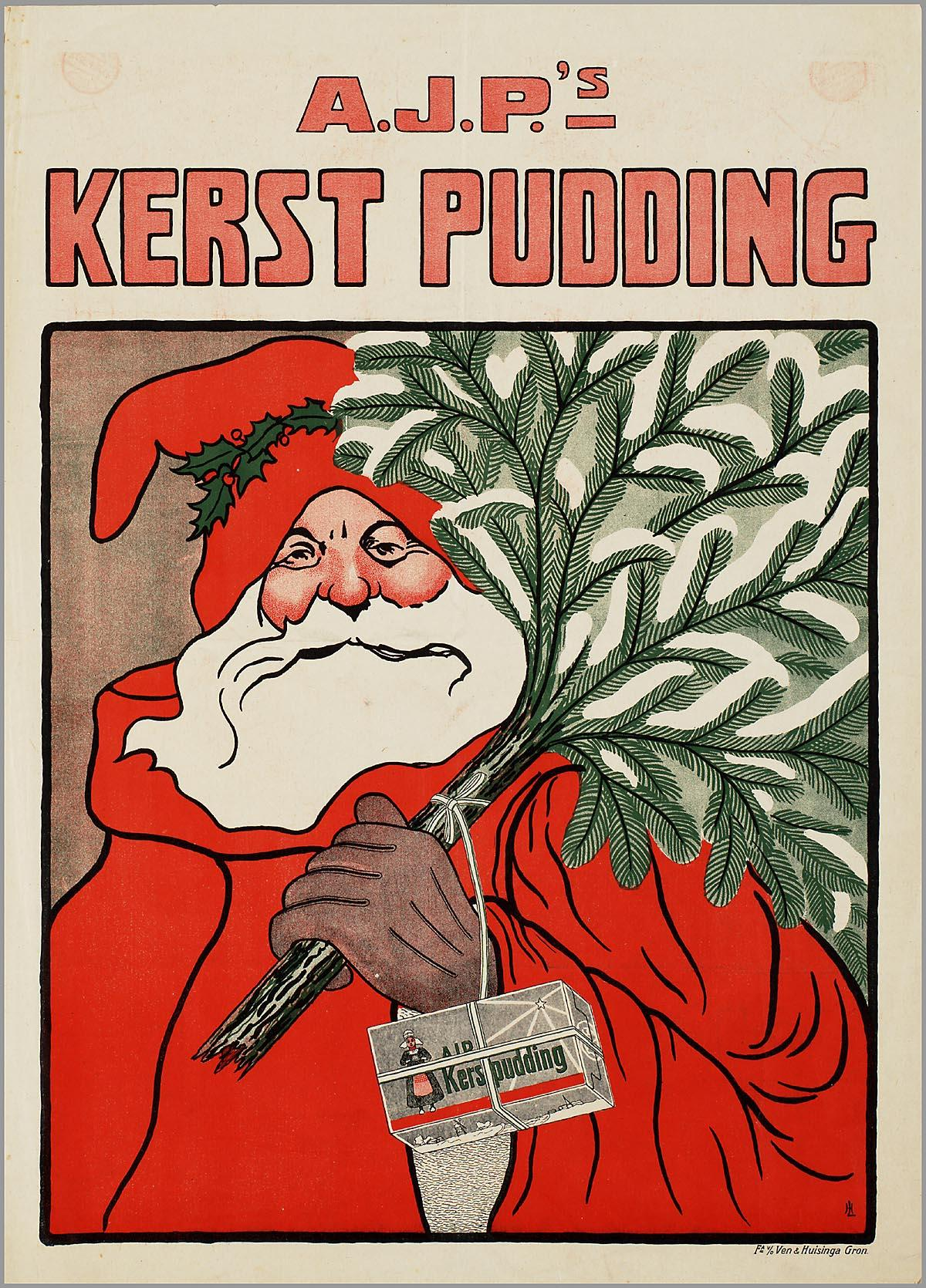
Publicité pour un pudding de Noël fabriqué à Groningue.

- Caramel Custard Pudding / pudding au caramel (flan aux œufs, éventuel pain rassis, nappage caramel)[7]

## Autres versions
- Pouding chômeur
- Podingue dunkerquois